# 羅傑·丁格爾定
羅傑·丁格爾定（英語：Roger Dingledine）是一名美國計算機科學家，以共同創立Tor專案而知名。學生時期的丁格爾定主修數學、電腦科學和電機工程，筆名是arma。截至2016年12月，他繼續在Tor專案擔任領導角色，擔任項目領導人、主任和研究總監。

## 教育
丁格爾定於2000年畢業於麻省理工學院，取得數學及電腦科學與工程理學士學位。之後，他取得麻省理工學院電機工程與電腦科學的工程碩士學位。

## 職業生涯

### Tor專案
Tor由丁格爾定與尼克·馬修森和保羅·西弗森根據美國海軍研究實驗室的合約開發。截至2006年，他們開發的軟體使用電子前哨基金會的收益，由Tor專案分發。如2015年底所述，

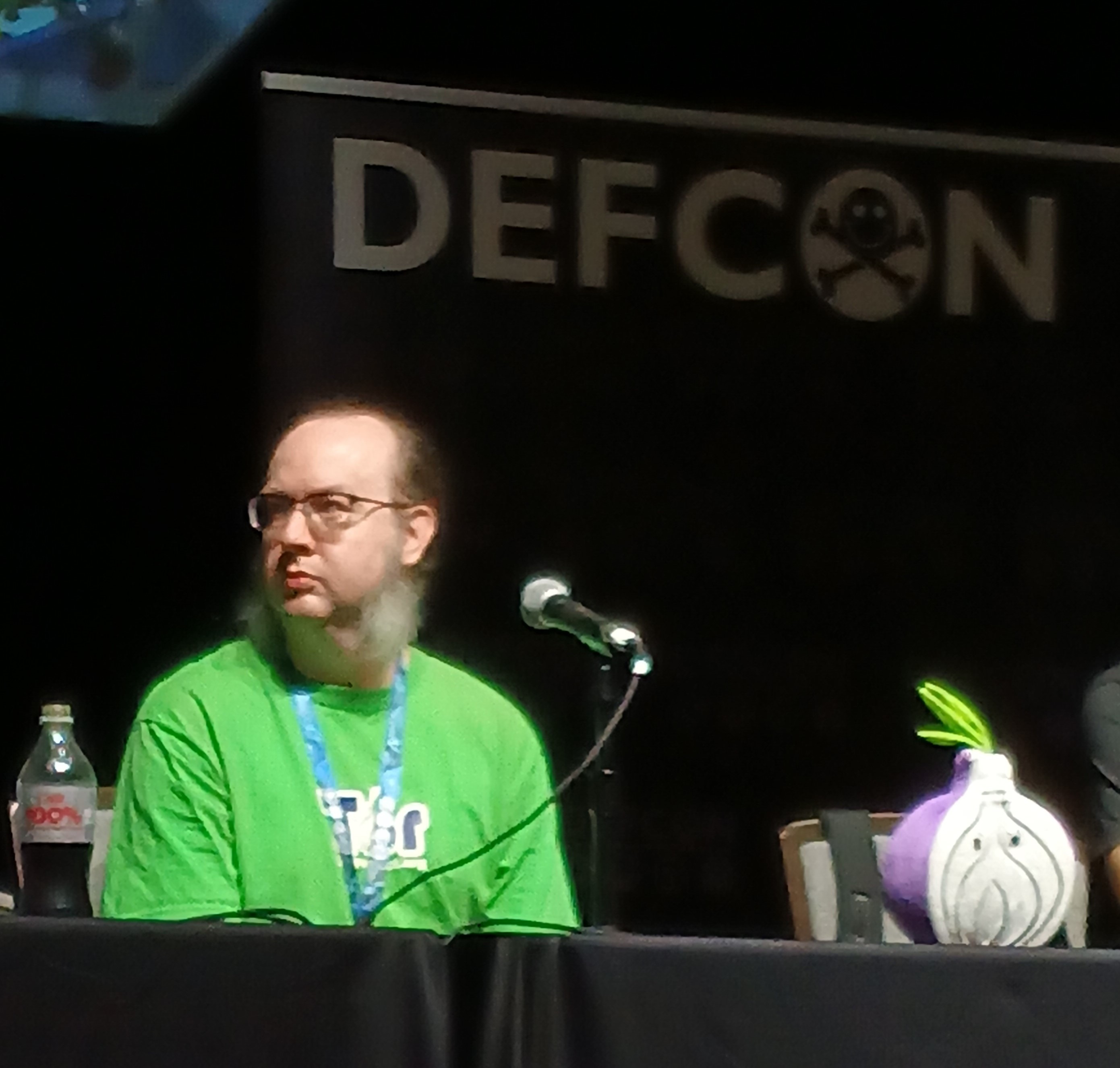
丁格爾定出席DEFCON 2023期間的專題討論會

Tor專案開發和維護……Tor瀏覽器系統，又稱為洋蔥路由……是一個免費、開放原始碼且複雜的隱私權工具，可提供匿名的網路衝浪和通訊功能。
以及開發和維護其他軟體工具和應用程式。截至2016年12月，丁格爾定繼續在Tor專案中擔任領導角色，擔任項目主管、主任和研究總監。伊莎貝拉·巴蓋羅（Isabela Bagueros）擔任Tor專案的執行總監。她於2019年1月接手此職務，之前自2015年起擔任Tor專案的專案經理。

## 著作與簡報
丁格爾定寫過幾篇被高度引用的論文，包括Tor設計論文《Tor：第二代洋蔥路由》，該論文榮獲Usenix Security「Test of Time」獎。其他被高度引用的論文包括Mixminion的匿名電子郵件通訊協定、Free Haven Project分佈式匿名儲存服務、與匿名技術相關的各種攻擊和漏洞，以及匿名技術的經濟和網路效應。
身為強大隱私權的倡導者，丁格爾定經常受邀就安全與隱私權發言，包括學術會議、國家科學基金會（2014年）)、美國國家安全局（2007年）以及定期訪談。

## 榮譽
丁格爾定被《麻省理工科技評論》評為2006年TR35之一，以表揚他透過Tor專案在網際網路匿名化技術方面所做的工作。《麻省理工科技評論》是這樣描述這項工作的重要性的：
中國的一名異見人士使用網路電子郵件與加拿大的一名記者聯繫。一個情報機構想要監視一個外國網站。就像網際網路上的所有行動一樣，這些活動都會留下痕跡。線上匿名措施提供了迴避這個問題的方法；其中最先進的是Tor，或稱洋蔥路由。計算機科學家羅傑·丁格爾定開發了Tor……
2012年，丁格羅定和Tor的另外兩位初始開發者尼克·馬修森和保羅·西弗森被《外交政策》雜誌評為全球百大思想家第78位。

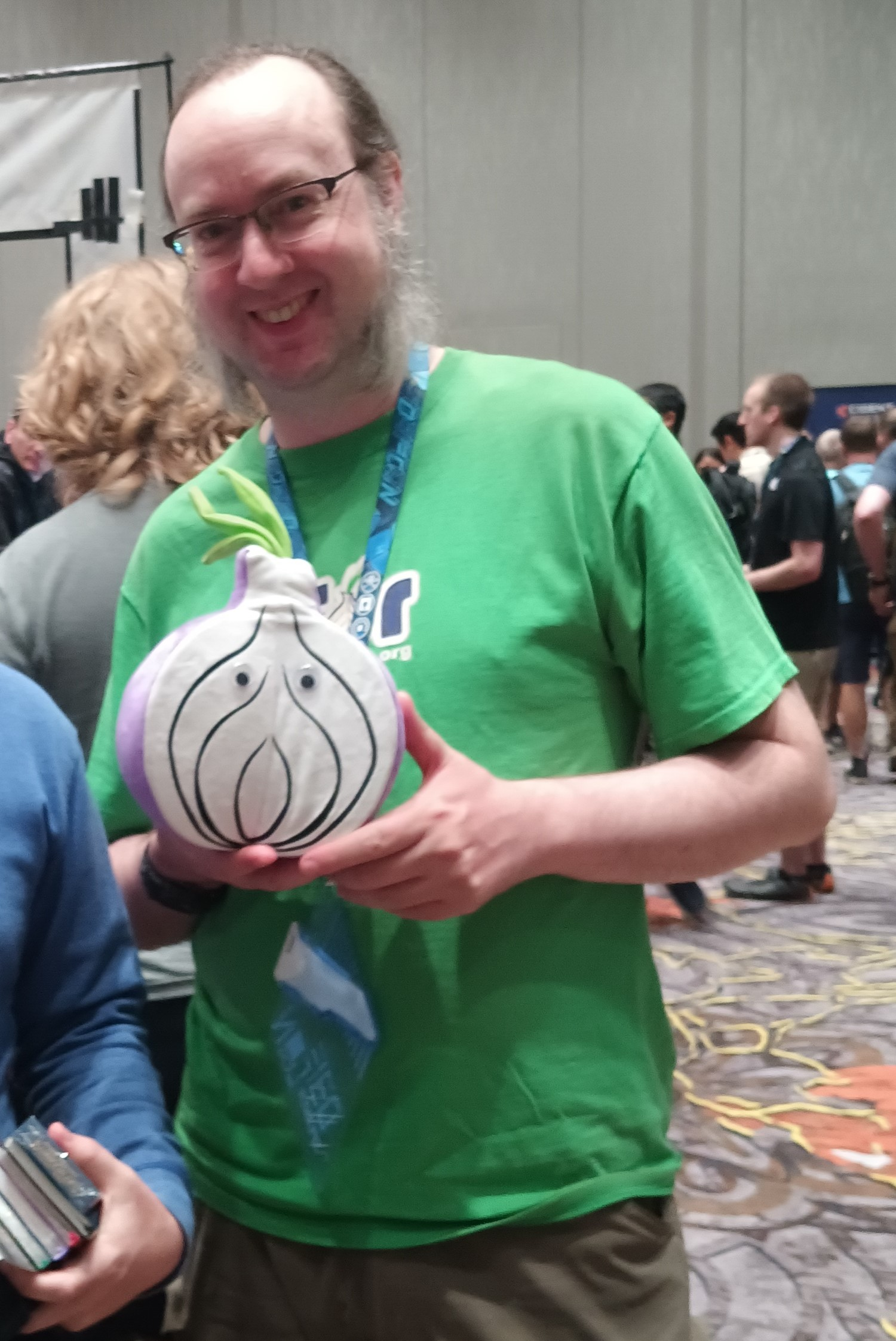
2023年的丁格爾定

## 媒體關注
由於XKeyscore以Tor專案的洋蔥伺服器為目標，包括丁格爾定在麻省理工學院執行的伺服器，該伺服器既是系統的目錄管理機構，也是Mixminion郵件服務的運作基地，以及各種遊戲和其他網站（美國國家安全局可能會從中收集IP位址）的主機，因此丁格爾定在愛德華·史諾登洩漏美國國家安全局文件，並公開XKeyscore（美國國家安全局的收集系統）的運作指導規則後，引起了人們的注意。

## 延伸閱讀
- 由Google学术搜索索引的羅傑·丁格爾定出版物
- Goodin, Dan. . ArsTechnica. 2016-11-29  [2016-01-04]. Publicly released exploit works reliably against a wide range of Firefox versions.
- Zetter, Kim.  (print and online). Wired. 2015-12-11  [2016-01-04].
- Zetter, Kim.  (print and online). Wired. 2014-07-03  [2016-01-04].